# Noboru Takeshita
Noboru Takeshita (Japans: 竹下登, Takeshita Noboru) (Unnan (Shimane), 26 februari 1924 – Minato (Tokio), 19 juni 2000) was een Japans politicus van de Liberaal-Democratische Partij (LDP). Hij was premier van Japan van 1987 tot 1989.
Takeshita was van 1958 tot 2000 lid van het Lagerhuis en diende als partijleider van de LDP van 1987 tot 1989. Hij was secretaris-generaal van het kabinet in het kabinet-Sato III van 1971 tot 1972 en in het kabinet-Kakuei Tanaka II in 1974, minister van Bouw en Constructie in het kabinet-Miki in 1976 en minister van Financiën in het kabinet-Ohira II van van 1979 tot 1980 en in de kabinetten-Nakasone I en II van 1982 tot 1986.
Ito Hirobumi · Kuroda Kiyotaka · Sanetomi Sanjo · Yamagata Aritomo · Matsukata Masayoshi · Ito Hirobumi · Kuroda Kiyotaka · Matsukata Masayoshi · Ito Hirobumi · Okuma Shigenobu · Yamagata Aritomo · Ito Hirobumi · Saionji Kinmochi · Katsura Tarō · Saionji Kinmochi · Katsura Tarō · Saionji Kinmochi · Katsura Tarō · Yamamoto Gonnohyōe · Ōkuma Shigenobu · Terauchi Masatake · Hara Takashi · Uchida Kosai · Takahashi Korekiyo · Katō Tomosaburō · Uchida Kosai · Yamamoto Gonnohyōe · Kiyoura Keigo · Katō Takaaki · Wakatsuki Reijirō · Tanaka Giichi · Osachi Hamaguchi · Kijūrō Shidehara · Osachi Hamaguchi · Wakatsuki Reijirō · Inukai Tsuyoshi · Takahashi Korekiyo · Saitō Makoto · Keisuke Okada · Fumio Gotō · Keisuke Okada · Kōki Hirota · Senjūrō Hayashi · Fumimaro Konoe ·
Hiranuma Kiichirō · Nobuyuki Abe · Mitsumasa Yonai · Fumimaro Konoe · Hideki Tojo · Kuniaki Koiso · Kantarō Suzuki · Prins Higashikuni Naruhiko · Kijūrō Shidehara · Shigeru Yoshida · Tetsu Katayama · Hitoshi Ashida · Shigeru Yoshida · Ichirō Hatoyama · Tanzan Ishibashi · Nobusuke Kishi · Tanzan Ishibashi · Nobusuke Kishi · Hayato Ikeda · Eisaku Satō · Kakuei Tanaka · Takeo Miki · Takeo Fukuda · Masayoshi Ōhira · Masayoshi Ito · Zenko Suzuki · Yasuhiro Nakasone · Noboru Takeshita · Sōsuke Uno · Toshiki Kaifu · Kiichi Miyazawa · Morihiro Hosokawa · Tsutomu Hata · Tomiichi Murayama · Ryutaro Hashimoto · Keizo Obuchi · Mikio Aoki · Keizo Obuchi · Yoshiro Mori · Junichiro Koizumi · Shinzo Abe · Yasuo Fukuda · Taro Aso · Yukio Hatoyama · Naoto Kan · Yoshihiko Noda · Shinzo Abe · Yoshihide Suga · Fumio Kishida ·  Shigeru Ishiba
- CiNii: DA03168683
- Gemeinsame Normdatei: 170573761
- International Standard Name Identifier: 0000 0000 8298 6408
- Library of Congress Control Number: n84068481
- Bibliotheek van het Japanse parlement: 00123248
- Nationale Bibliotheek van Israël: 987007411045605171
- Système universitaire de documentation: 133565262
- Virtual International Authority File: 110247534
- WorldCat: E39PBJyRrMFpQg4fwD3ffpmDbd